# Rue Necker
Pour les articles homonymes, voir Necker.
La rue Necker est une voie du 4e arrondissement de Paris, en France.

## Situation et accès
La rue Necker est une voie située dans le 4e arrondissement de Paris. Elle débute au 2, rue d’Ormesson et se termine au 1, rue de Jarente.
Le quartier est desservi par la ligne 1 à la station Saint-Paul.

## Origine du nom

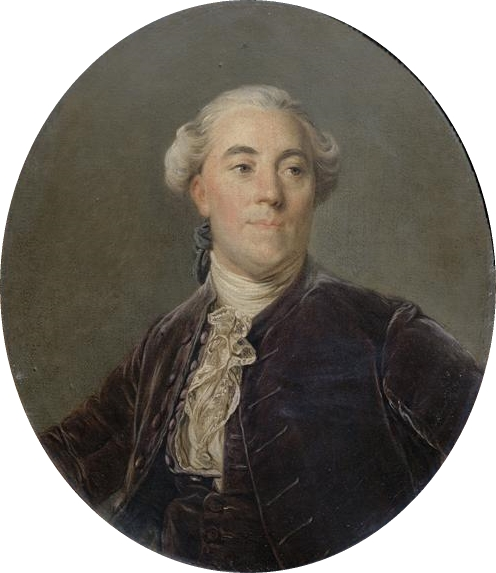
Jacques Necker.

Cette voie reçut la dénomination de « rue Necker » en l'honneur de Jacques Necker (1732-1804), qui était alors contrôleur général des Finances.

## Historique
Autorisée par lettres patentes du 15 février 1783, cette rue fut ouverte, en 1784, sur l'emplacement du prieuré royal de la Couture-Sainte-Catherine.